# Малком Бриклин
Малком Бриклин (енгл. Malcolm Bricklin; Филаделфија, 9. март 1939) је амерички аутомобилски предузетник. У свијету је најпознатији по аутомобилској компанији коју је назвао по себи (Бриклин) и као један од малобројних Американаца који је успјешно увозио велике количине страних аутомобила у Сједињене Америчке Државе из фирми као што су Субару, Фијат или Застава.

### Југо
Осамдесетих година Бриклин је основао предузеће „Југо Америка“ с циљем да у САД увози изузетно приступачне аутомобиле. Аутомобили су произвођени у СФР Југославији, а продавани су по тада невјероватно ниској цијени од 3990 америчких долара. У почетној фази продато је 160.000 возила и југо је брзо постао најбрже продавани европски аутомобил у САД у историји аутомобила. Упркос томе, Југо је постао неславан као изузетно неквалитетан аутомобил и сматран је једним од најгорих аутомобила који су икада произведени.